# Selenomorphus nervoviridis
Selenomorphus nervoviridis är en insektsart som beskrevs av Evans 1974. Selenomorphus nervoviridis ingår i släktet Selenomorphus och familjen dvärgstritar. Inga underarter finns listade i Catalogue of Life.